# 토구스몽케 멀런 칸

멀런 칸(摩倫汗, Молон хаан, 1437년? ~ 1466년)은 몽골 제국과 북원의 대칸(재위:1465년 ~ 1466년)으로, 휘는 보르지긴 토구스멩케(한국 한자: 孛兒只斤 脫古思猛可 패아지근 탈고사맹가 Төгсмөнх) 또는 토구스몽케(脫古思蒙哥)였다. 타이손 칸의 장남이며 마르코르기스 오헤크트 칸의 이복 형제이다. 명나라 기록에는 토구스 태자(脱谷思)로 부른다. 중국 사서에서는 파라이(孛來)라는 이름으로도 나타난다. 몽골원류에는 멀렁 칸(Молонг хаан)으로 나타난다. 
어머니 아르타가르진 카툰의 외도로 이혼당한 뒤, 외가로 보내져 성장했다. 1465년 이복 동생 마르코르기스 칸이 볼라이 타이시에게 암살되자 온구트부 모리하이의 추대로 대칸위에 올랐다. 그러나 실권은 온니구트부 모리하이에게 있었다. 즉위 후 명나라의 닝현과 하이위안을 공략했다. 이듬해 오르도스의 왕자 뭉케와 하르부카 혹은 솔롱고스의 후투바가의 음모로 모리하이를 상대로 군사를 일으켰다가, 패하고 전사했다.

## 생애

### 초기 활동
아버지는 톡토아부카 타이손 칸이고 어머니는 고를로스부의 차브단(Цэбдэна)의 딸 알타가나 카툰(Алтгана хатнан) 혹은 알탄 카툰(Алтан) 혹은 아르타가르진 카툰이다. 그의 정확한 출생년대는 전하지 않아 1437년생 설과 1448년생 설, 1449년생 설 등이 있다. 마르코르기스 오헤크트 칸의 이복 형으로, 그의 이복 동생이라는 설이 있다. 그의 이름 토구스멩케 또는 토구스몽케는 몽골어로 영원히 완전함을 의미한다.
멀런이 어렸을 때, 혹은 멀런 칸이 3세 때 아버지 타이손 칸은 어머니 아르타가르진 카툰의 외도를 알고 이혼하여, 그는 외가가 있는 고루라토부 성에 보내져 성장했다. 1452년 에센 타이시와 오이라트브 세력이 톡토아부카 타이순 칸, 아그바르진 진왕 등 보르지긴 귀족들을 살해한 대규모 학살에서 그는 외조부 고를로스부의 차브단 노얀의 도움으로 간신히 목숨을 구했다.
1454년 토구스멩케의 외조부 차부단이 사망하자, 그는 같은 고루라토 부 근처 하브치르 부에 보내졌다. 몇년 뒤 그 하브치르부 마을에 계속 어떤 재앙이 발생하자 하브치르에서 무속인을 찾아가 예언자에 물었는데, "너희가 보르지긴 씨족에게 악한 일을 한 천벌이다"라고 예언하였고, 하브치르부 사람들은 이를 두려워하여 멀런을 옹구드부 모리하이에게 보냈다. 어느 시점에 그는 타이지의 칭호를 받았다.

### 대칸 즉위
1456년 동생 또는 이복동생 마르코르기스 오헤크트 칸이 투메드부와의 전투에서 전사, 또는 하르친부의 볼라이 타이시에 의해 암살당하자, 오이라트부 혹은 옹구드부 모리하이(毛里孩)는 볼라이를 제거하고 고를로스부에서 그를 데려와 의해 추대하여, 대칸을 계승하였다. 모리하이는 칭기즈 칸의 이복 형 벨구테이의 16대 손이다. 그해에 멀런 칸은 남쪽으로 내려가 중국 북부를 공격, 닝현과 히위안을 공격, 약탈하고 돌아왔다. 명나라의 기록에 의하면 볼라이 타이시가 멀런 칸을 추대했다는 설도 있다.
그러나 1462년 혹은 1465년 오르도스의 왕자 뭉케(Мөнх) 노얀, 하르부카(Хадбух) 노얀이 음모를 꾸며 모리하이가 멀런 칸을 공격하게 만들었다. 몽골에서 독립, 자립을 기도하고 중앙집권화된 카안의 권력을 약화시킬 목적으로 오르도스의 몽케와 카탄 부카(Хатан-Буха 혹은 Хада-Буха)가 칸을 설득하여 모리하이를 칠 군사를 일으켰다고도 한다. 일설에는 몽케 노얀, 하르부카 노얀이 그에게 모리하이 왕이 사만다이라는 이름의 카툰과 밀통하며 군대를 일으켰다고 하자, 멀런 칸은 모리하이 왕은 한때 나에게 잘해주었는데, 어찌 갑자기 악한 짓을 하겠는가라고 하며 믿지 않고, 직접 가지 않고 사람을 보내어 살펴보게 했다. 그런데 모리하이 왕이 집 근처에서 사냥하던 중 먼지 구름을 보고 돌아왔고, 이는 사실이었다고도 한다.
혹은 1466년 어느 날, 솔롱고스의 후투바가라는 자가 모란 큰에게 와서 모리하이가 당신의 아내 사만디에게 색눈을 사용해 군사를 일으켜 공격해 온다고 거짓으로 고하여 모란 칸이 군사를 일으키게 하고, 한편으로 모리하이에게도 멀런 칸은 당신을 죽이고 당신의 국가를 빼앗으려고 하고 있다고 거짓말을 하고, 양자를 이간질시켰다 한다. 멀런 칸은 오르도스부 몽케와 함께 군사를 일으켜 몽골 귀족들과 싸우다 전사했다. 모리하이가 보낸 자객에게 암살되었다는 설도 있다.

### 사후
나중에 모리하이는 멀런 칸의 아내 중 한 명이 몽골데이 카툰(Мөнгөлдэй хатан)에서 후투바가의 음모였음을 알고 후투바가의 혀를 자르고 죽였다 한다. 제왕 보로나이, 소사 아라추르는 멀런 칸의 복수를 계획, 온니구트부의 모리하이를 살해했다. 그는 자녀가 없어 북원의 대칸 자리는 1466년 아버지 톡토아부카 타이순 칸의 동생 만돌 칸이 즉위하였다.

## 가계
- 사만디 카툰
- 몽체이 카툰